# Yeshe Sangpo
Yeshe Sangpo (1821-1876) was een Tibetaans tulku. Hij was de negende gyaltsab rinpoche, een van de vier belangrijkste geestelijk leiders van de karma kagyütraditie in het Tibetaans boeddhisme.
Yeshe Sangpo stond bekend als een meditatiemeester, net als meerdere van zijn voorgangers en opvolgers.